# Битва під Олешшям

Битва під Олешшям — битва між військами Київської Русі і Монгольської імперії що відбулася в травні 1223 року біля торгового міста Олешшя котра завершилася перемогою руських військ.
В травні 1223 року на лівому березі Дніпра з'явився передовий монгольський підрозділ на чолі з Гемебеком. Руським князям стало зрозуміло, що військо монголів вже вийшло з Криму, який монгольські полководці Субудай та Джебе захопили ще в 1222 році, здобувши найбільшу фортецю півострова — Сугдей. Імовірно, саме там завойовники перезимували. Тоді князь Мстислав Удатний та Данило Галицький з тисячею кіннотників перейшли Дніпро і пішли у наступ на монголів. За припущенням деяких дослідників битва відбулася майже на місці сучасного міста Гола Пристань.
Руські війська перемогли монголів і переслідували їх до так званого Кургану Половецького (імовірно, поблизу села Пам'ятне Голопристанського району; ця місцевість пізніше була названа татарами Мезарлитепе — Могильна гора). Монголи спробували заховати Гемебека в кургані, але русини знайшли його і передали половцям, котрі стратили його.